# 旧安田銀行担保倉庫

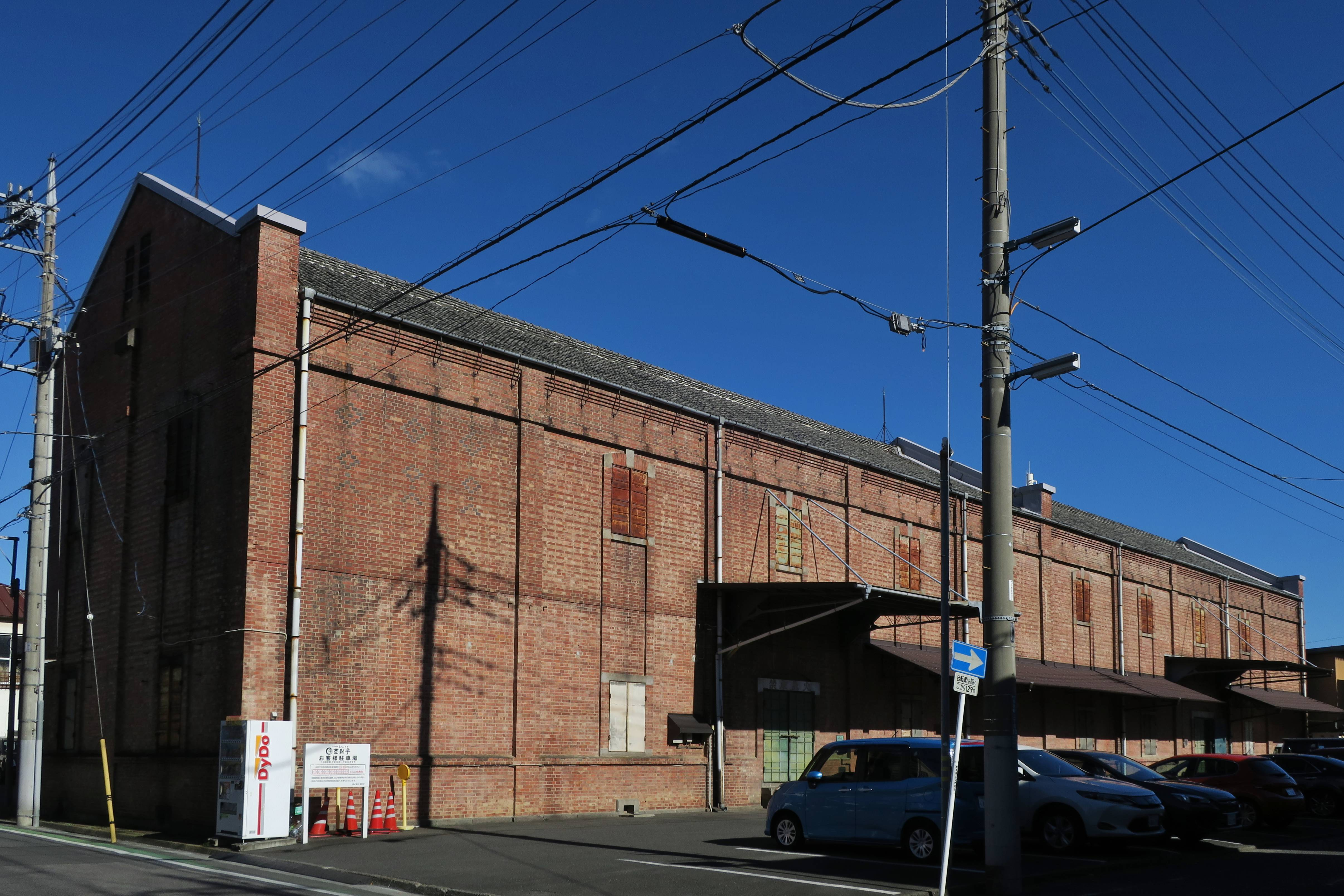
旧安田銀行担保倉庫

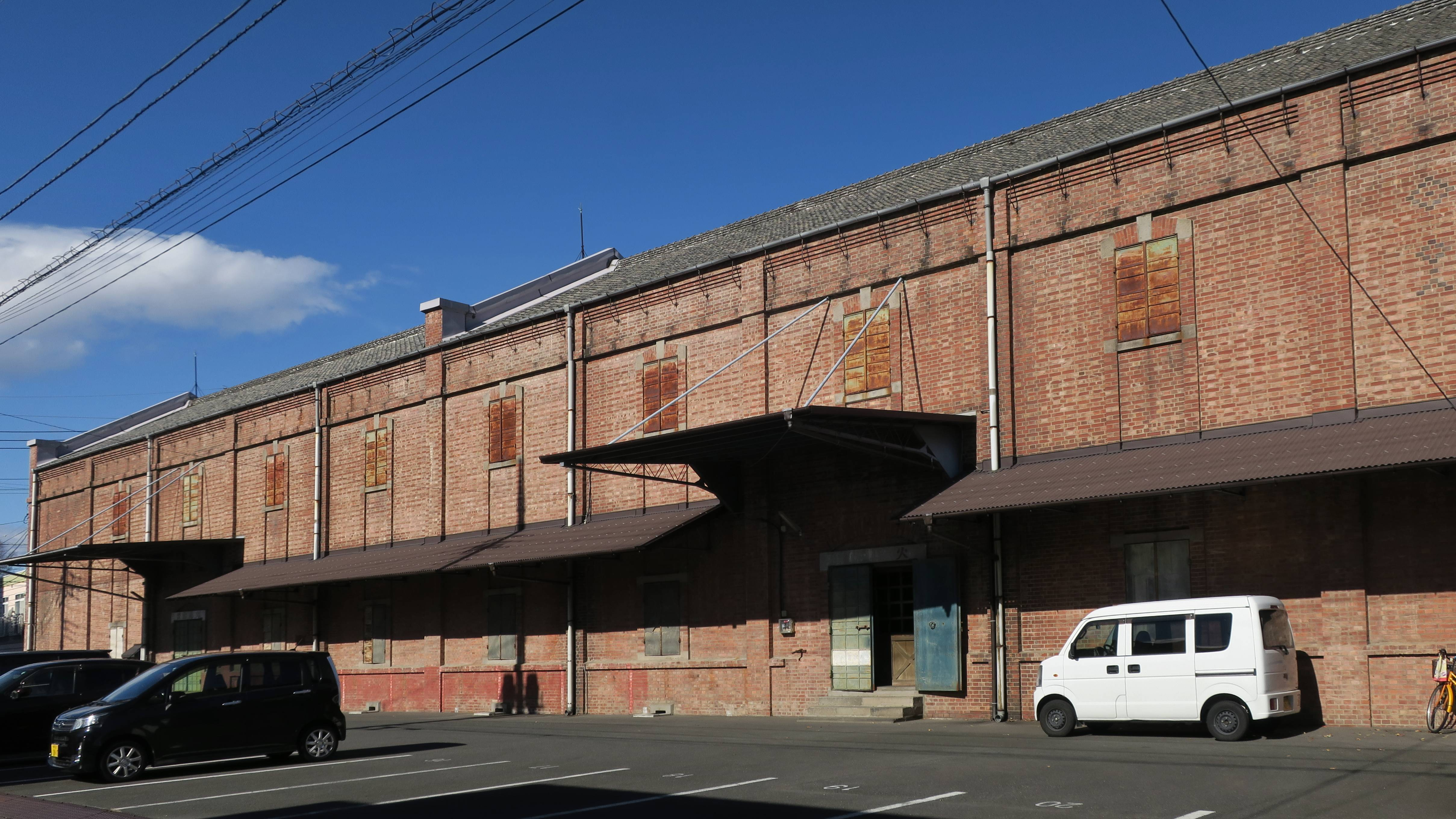
旧安田銀行担保倉庫

旧安田銀行担保倉庫（きゅうやすだぎんこうたんぽそうこ）は、群馬県前橋市にある煉瓦造の歴史的建造物。「協同組合前橋商品市場倉庫」（きょうどうくみあいまえばししょうひんいちばそうこ）とも呼ばれている。
2004年（平成16年）7月23日に国の登録有形文化財に登録された。

## 概要
1913年（大正2年）に群馬商業銀行細ヶ沢出張所付属倉庫として建設された。その後、明治商業銀行を経て保善銀行（後の安田銀行）の施設となり、担保品である繭や生糸の保管倉庫、繭乾燥場、銀行出張所として利用された。

## 年表
- 1913年（大正2年） - 群馬商業銀行細ヶ沢出張所の付属倉庫として竣工した。
- 1951年（昭和26年） - 協同組合前橋商品市場に払い下げられる。
- 2004年（平成16年） - 国の登録有形文化財に登録される[2]。
- 2012年（平成24年） - ぐんま絹遺産に登録される。

## 建築
煉瓦造（床組、小屋組木造）、2階建て、桟瓦葺であり、桁行54.540メートル×梁間10.908メートル、建築面積は693平方メートル、延床面積1,179.014平方メートルである。基礎の布石は「安山岩切石」で、概ね幅910ミリメートル×高さ300ミリメートルを1段据え。
煉瓦は日本煉瓦製造会社製でイギリス積みを採用し、煉瓦を接着させる目地は、東京駅建設工事にも用いられた、高度な職人技術を必要とする「覆輪目地」と呼ばれる特別な仕上げである。煉瓦の寸法は225ミリメートル×108ミリメートル×58ミリメートルで、JIS規格（210ミリメートル×100ミリメートル×60ミリメートル）と比較すると大版であった。